# اسماعیل‌محمودی (کبگان)
اسماعیل‌محمودی، روستایی است از توابع بخش کاکی شهرستان دشتی استان بوشهر ایران.

## جمعیت
این روستا در دهستان کبگان قرار دارد و بر اساس سرشماری سال ۱۳۸۵ آمار رسمی جمعیت آن (۴۱ خانوار) ۱۹۸ نفر می‌باشد.